# Ioannis Frangopoulos
Dimítrios Frangópoulos (en griego: Δημήτριος Φραγγόπουλος) o Dimítris Frangópoulos (en griego: Δημήτρης Φραγγόπουλος) fue un tenista griego que compitió en los Juegos Olímpicos de Atenas de 1896.
Frangopoulos disputó el torneo del programa de tenis. En la primera ronda, fue derrotado por el húngaro Momcsilló Tapavicza. No compitió en el torneo de dobles.